# New Albany (Pennsylvania)
New Albany  è un borough degli Stati Uniti d'America, nella contea di Bradford nello Stato della Pennsylvania. Secondo il censimento del 2000 la popolazione è di 306 abitanti.

## Società

### Evoluzione demografica
La composizione etnica vede una maggioranza di quella bianca (99,02%) rispetto ai nativi americani (0,98%) dati del 2000.
| borough di New Albany Popolazione |     |
| 2000                              | 306 |
| Stima al 2009                     | 283 |